# Nathalie Koah
Nathalie Koah, née en 1987 à ⁣⁣Yaoundé⁣⁣, est une influenceuse et entrepreneuse camerounaise, connue pour sa liaison avec le footballeur Samuel Eto'o et le livre Revenge qu'elle a publié après leur rupture.

## Biographie

### Origines
Native de Yaoundé et d'origine modeste, Nathalie Koah a perdu très tôt son père, décédé dans des circonstances troubles. Travaillant pour Camair-co, la compagnie aérienne nationale, elle fait la connaissance du footballeur Samuel Eto'o avec qui elle a une liaison pendant plusieurs années.

### Accès à la notoriété
Les médias commencent à s’intéresser à Nathalie Koah lors de sa rupture avec Samuel Eto'o en juin 2014, rupture qui se passe mal, le footballeur réclamant la restitution des cadeaux qu'il a fait à sa maîtresse, notamment un véhicule SUV, payé comptant. Refusant de rendre ces cadeaux et faisant l'objet d'une plainte pour escroquerie, elle est arrêtée et mise en garde en vue. Elle en sort quelques jours plus tard. En juillet 2014, après la publication de photos dénudées de la jeune femme sur les réseaux sociaux, elle porte plainte à son tour, en France, contre le footballeur.
Le footballeur s'exprimant sur l'affaire, les médias font leurs choux gras de l'affaire,.

### Revenge Porn, livre autobiographique
Nathalie Koah publie en 2016 un livre intitulé Revenge Porn - Foot, sexe, argent: le témoignage de l'ex de Samuel Eto'o aux Éditions du Moment, qui révèle les détails de sa relation avec le footballeur,.
Une action en justice est intentée par les avocats de Samuel Eto'o pour interdire sa publication en France,. Dans sa décision en référé du 26 février 2016, la Cour d'appel de Paris estime que « la vie intime d'un footballeur professionnel ne constitue pas un sujet d'intérêt général » et que, en outre, le livre ne propose « aucune analyse pour alimenter un débat de société », et donc « il porte dans sa quasi-totalité une atteinte injustifiée et intolérable à la vie privée de Samuel Eto'o ». La décision de justice est ressentie durement en France par les milieux de l'édition,.
Elle est également l'autrice d’un deuxième ouvrage intitulé Renaître (éditions Stardust) paru en 2019.

### Évolution
Fin 2015 et début 2016, elle intervient dans différents médias, pose pour des magazines et s'exprime sur les relations avec son ex et se dit victime même si elle reconnaît être à l'origine de l'emballement médiatique autour d'elle. Elle devient par la suite influenceuse sur le net, dans le domaine de la beauté et de la mode. Elle est PDG de sa boutique Psychee by NK. En 2020, elle travaille pour une société française, en tant que directrice de la communication. Elle fait partie du casting de la téléréalité "Les Lifeuses", diffusée en exclusivité sur Life TV.